# Francotiradores de la Unión Soviética

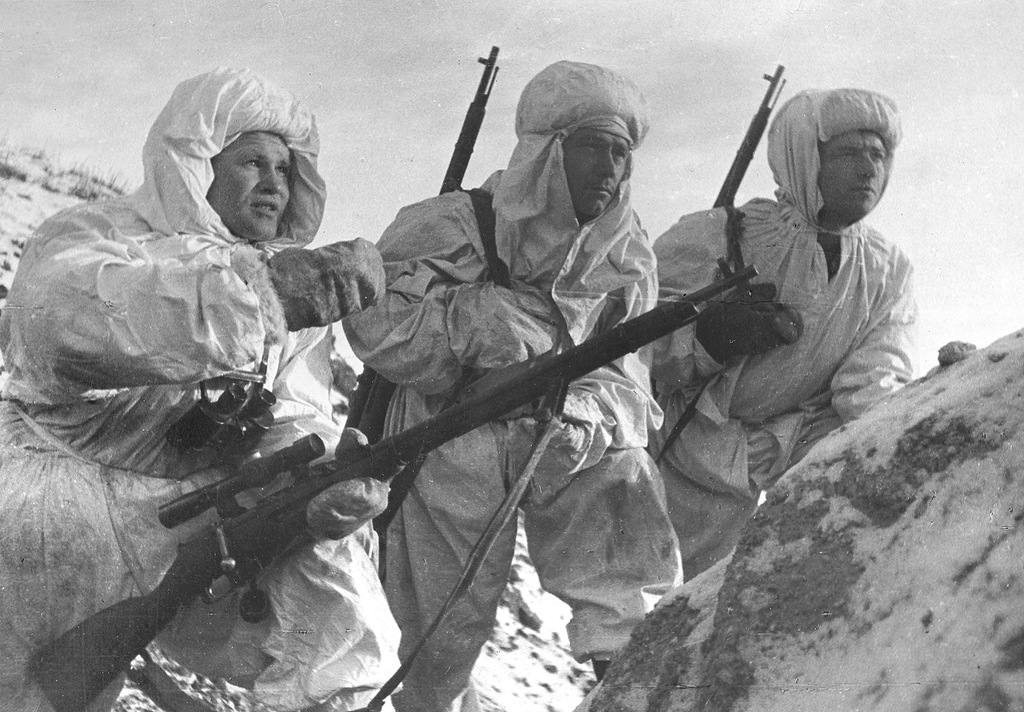
Francotiradores soviéticos durante el invierno de 1942. Stalingrado.

Los francotiradores de la Unión Soviética desempeñaron un importante papel en el frente oriental de la Segunda Guerra Mundial, además de en otros conflictos previos y posteriores.

## Historia

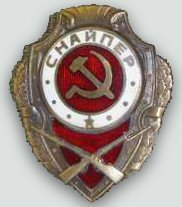
insignia "Francotirador" (1942)

En 1927 - 1928, se desarrolló en la URSS el primer ejemplo de arma de francotirador: un fusil del modelo 1891 con una mira óptica D-III (7,62-мм драгунская винтовка обр. 1891 года с оптическим прицелом Д-III на кронштейне А. А. Смирнского); en 1928, los primeros fusiles de este tipo entraron en servicio con las tropas fronterizas.
En 1929, los francotiradores soviéticos participaron en en el conflicto en el Ferrocarril Oriental de China; en estas batallas participó un grupo de francotiradores comandados por el comandante Arkadyev.
En 1929, se creó un curso de francotirador en los cursos «Выстрел» en la Podmoskovie, donde se capacitaba a francotiradores e instructores de tiro.
Para mejorar la eficacia del disparo, se inventaron nuevos tipos de cartuchos 7,62 x 54 R. En 1930, el Ejército Rojo adoptó un nuevo cartucho con una bala pesada "D" para disparos a larga distancia, un nuevo cartucho con una bala antiblindaje "B-30" y un cartucho con una bala trazadora "T-30". Más tarde, se desarrolló un cartucho con una bala incendiaria perforante "B-32".
En 1931, el Ejército Rojo adoptó el fusil de francotirador Mosin con mira óptica de PE (7,62-мм снайперская винтовка обр. 1891/31 гг. c оптическим прицелом ПЕ) como fusil de francotirador estándar.
Posteriormente, en febrero de 1933, se celebró el primer congreso de francotiradores de la URSS, en el que participaron 56 de los mejores francotiradores de la URSS (54 hombres y dos mujeres), comandantes del Ejército Rojo y otros líderes.
Después, el Ejército Rojo adquirió una pequeña cantidad de AVS-36, que se convirtieron en rifles de francotirador con miras ópticas de PE (АВС-36 с оптическим прицелом ПЕ обр. 1931 года).
La táctica de utilizar francotiradores se practicaba durante ejercicios militares.
En el verano de 1938, francotiradores de las tropas fronterizas de la URSS y francotiradores del Ejército Rojo participaron en las batallas cerca del lago Jasán.
El 12 de junio de 1939, la especialidad de "francotirador" fue asignada a una mujer (era una niña soltera llamada Maleeva).
En el invierno de 1939-1940, los francotiradores soviéticos participaron en la guerra con Finlandia, cuya experiencia fue reconocida como digna de un estudio cuidadoso.
En 1940, el Ejército Rojo adoptó el fusil de francotirador semiautomático SVT-40 con mira óptica de PU (7,62-мм снайперская винтовка СВТ-40 c оптическим прицелом ПУ) como segundo modelo de rifle de francotirador estándar.
El 21 de mayo de 1942, por decreto del Presídium del Sóviet Supremo de la URSS, se estableció la insignia "Francotirador" para alentar a los francotiradores distinguidos. Además, algunos de los mejores francotiradores de la URSS recibieron fusiles de francotirador personales como premio estatal.
La mayoría de los francotiradores de la Segunda Guerra llevaban una carga de 120 cartuchos de fusil.
A diferencia de los ejércitos de otras naciones, estos francotiradores podían ser hombres o mujeres. En 1943, había más de 2,000 mujeres en esta función.
A principios de 1945, se redactó la primera especificación técnica en la URSS para el desarrollo de un fusil de francotirador autocargable (sin embargo, el fusil experimental diseñado por S. G. Simonov, presentado en julio de 1945, no pasó la prueba).
El 24 de junio de 1945, los mejores francotiradores soviéticos participaron en el Desfile de la Victoria en la Plaza Roja (junto con los militares más distinguidos de otras especialidades).
En 1947, por orden de la Dirección General de Artillería, se inició el desarrollo de un cartucho de francotirador de 7,62 mm. Un año después, se probaron 124 variantes de diversas balas y como resultado se creó la primera versión experimental de la bala para el cartucho de francotirador. Sin embargo, en 1952, se cambiaron y complementaron los requisitos para el cartucho para francotiradores militares.
En 1958, bajo el liderazgo de E. F. Dragunov, el OKB-74 en Izhevsk inició trabajos de investigación para la creación de un nuevo rifle de francotirador autocargable. En 1959 se fabricaron los primeros prototipos de miras ópticas PSO y PSO-1. A principios de 1960 comenzaron las pruebas de campo de cinco fusiles experimentales. A principios de 1963, se fabricó un lote piloto de 100 fusiles de francotirador Dragunov para que los francotiradores del ejército los probaran. Una vez completadas todas las pruebas, en julio de 1963 el fusil SVD fue aceptado oficialmente para el servicio.
En 1967 se adoptó un cartucho para francotiradores (7,62-мм снайперский патрон 7Н1).
En 29 de julio de 1974 se creó una unidad antiterrorista "Grupo A" de la Comité para la Seguridad del Estado que incluía francotiradores.
En 1978, se creó un fusil de francotirador experimental SVDS-D para las tropas aerotransportadas (una variante SVD con un cañón acortado y una culata plegable), que fue probado, pero no fue aceptado para el servicio.
De 1979 a 1989, los francotiradores soviéticos participaron en la guerra de Afganistán.
A principios de la década de 1980, como parte del proyecto de investigación Karabiner para crear armas militares para un prometedor cartucho de 6 mm basado en el fusil SVD, se creó un fusil experimental 6V1-6. El fusil fue probado por francotiradores, pero no fue aceptado para el servicio.

## Doctrina
Las doctrinas militares soviéticas y aquellas derivadas de ellas incluyen francotiradores a nivel de escuadra, que pueden ser denominados "tiradores expertos" o "tiradores designados" en otras doctrinas (véase francotirador).  Esto se debe a que la capacidad de las tropas ordinarias de involucrarse en acciones de larga distancia se perdió cuando se adoptaron metralletas (las cuales se encuentran optimizadas para distancias cortas y combate de fuego rápido).
La doctrina militar soviética utilizaba francotiradores para proveer fuego de supresión de largo alcance y para eliminar blancos oportunistas, especialmente líderes, ya que durante la Segunda Guerra Mundial, los líderes militares soviéticos y los teóricos de combate (Vasili Záitsev contribuyó en gran media a la doctrina soviética de francotiradores, aunque oficialmente Záitsev no entraba en ninguna de estas categorías) descubrieron que las organizaciones militares tienen dificultades para reemplazar a suboficiales y oficiales de batalla experimentados durante la guerra. Ellos también llegaron a la conclusión que un fusil de francotirador más caro pero menos robusto podía tener una relación costo-beneficio similar a la de un fusil de asalto más barato si se seleccionaba al personal de manera adecuada, se lo entrenaba, y se seguían los principios de la doctrina. A manera de protocolo en el campo de batalla, los francotiradores soviéticos debían de llevar una cuenta del número de soldados enemigos abatidos por medio de formularios escritos, en donde se verificaba la hazaña mediante una descripción de la situación, la firma del tirador y de un testigo presencial. Por esa razón generalmente iban acompañados, ya sea por soldados de infantería u otros francotiradores, que a su vez también servían como ayudantes a la hora de construir nidos o despistar a los tiradores enemigos gracias al uso de maniquíes o cascos puestos en varas a manera de señuelo para delatar su ubicación.
La Unión Soviética utilizó gran número de mujeres como francotiradores, incluidas Liudmila Pavlichenko  y Nina Lobkóvskaya. El uso más exitoso de francotiradores por parte de los soviéticos durante la Segunda Guerra Mundial fue durante las etapas defensivas de la guerra (1941–1943), luego de lo cual la ventaja de la defensa se volcó del lado alemán y los francotiradores alemanes se convirtieron en un peligro importante para los soviéticos que avanzaban.
Luego de que se adoptara el fusil de francotirador Dragunov (SVD), el Ejército Rojo asignó francotiradores a nivel de pelotón.
Estos francotiradores eran seleccionados a partir de personal que había tenido un buen desempeño en pruebas de tiro y que eran a su vez miembros de la DOSAAF.
Estos francotiradores se estimaba tenían una probabilidad del 50% de alcanzar a un hombre de pie ubicado a una distancia de 800 m, y una probabilidad del 80% de alcanzar a un hombre de pie ubicado a una distancia de 500 m. Para distancias que no superaran los 200 m se estimaba que la probabilidad era superior al 90%. Para lograr este grado de precisión el francotirador no podía tomar más de dos blancos por minuto.

## Rifles
Los tres fusiles de francotirador empleados por la Unión Soviética eran el Mosin-Nagant, el Tókarev SVT-40, y posteriormente el SVD y VSS Vintorez; el primer fusil de francotirador especialmente concebido para este propósito.
La versión para francotirador del fusil Mosin-Nagant se utilizó antes, durante y después de la Segunda Guerra Mundial. Utilizaba el fusil de cerrojo de infantería estándar M1891/30 como plataforma, aunque los fusiles a ser convertidos eran seleccionados a mano siendo elegidos por su calidad y precisión. Se le agregaban miras telescópicas con cuatro aumentos, de las cuales había dos versiones. La mira telescópica PE era una copia de una mira telescópica alemana Zeiss, fabricada por Emil Busch AG. El modelo PEM que se agregó con posterioridad era más confiable y más fácil de fabricar. La segunda versión del fusil de francotirador Mosin-Nagant, conocido como PU, comenzó su producción a finales de 1942. Este fusil incluía un diseño de envergadura simple, que fue incorporado del efímero SVT-40, y era de más fácil producción en masa. Hasta estos días, sigue siendo el más ampliamente producido y más utilizado fusil de francotirador en el mundo, y fue el fusil de francotirador utilizado en la Unión Soviética hasta 1962 cuando fue remplazado por el fusil semiautomatico SVD Dragunov.

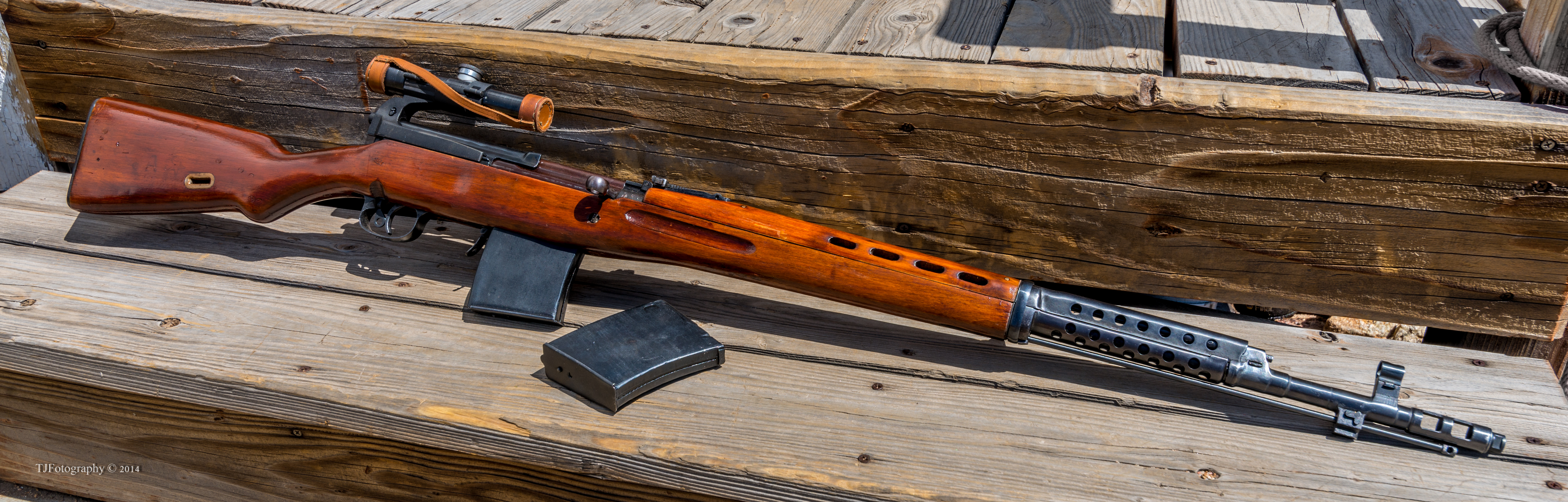
Fusil semautomático SVT-40, de menor alcance pero con mayor cadencia de tiro

El Tókarev SVT-40 era otro fusil soviético usado en la Segunda Guerra Mundial. Designada como un reemplazo al fusil de francotirador Mosin-Nagant PE/PEM, el SVT-40 era un fusil semiautomático para ser cargado con munición 7,62 x 54 R como el Mosin-Nagant. Sin embargo, debido a diferentes problemas, incluyendo problemas de precisión y problemas en la boca del arma, y además era más complejo y de lenta producción, la producción cesó, y el trabajo comenzó en el desarrollo del PU de la versión de Mosin-Nagant.
El SVD, o Snáiperskaya Vintovka Dragunova (fusil de francotirador Dragunov), era la respuesta de la Unión Soviética para mejorar la plataforma de francotirador. Aunque se produjo hasta principios de 1958, el SVD fue adaptado por la Unión Soviética en 1963. El fusil seguía utilizando el mismo cartucho 7,62 x 54 R, pero era un fusil semiautomático accionado por gas, con un cargador extraíble de 10 balas. El SVD continúa siendo el fusil estándar en muchos países, incluyendo los que firmaron el Pacto de Varsovia.

## Francotiradores destacados
| Nombre                | Imagen | División                                    | Etnia          | Bajas confirmadas |
| --------------------- | ------ | ------------------------------------------- | -------------- | ----------------- |
| Mijaíl Surkov         |        | 4.ª División de Fusileros                   | Ruso           | 702               |
| Vasili Kvachantiradze |        | 179.ª División de Fusileros                 | Georgiano      | 534               |
| Iván Sidorenko        |        | 334.ª División de Fusileros                 | Ruso           | 500               |
| Nikolái Ilyin         |        | 15.ª División de Fusileros de la Guardia    | Ruso           | 496               |
| Iván Kulbertinov      |        | 2.ª División Aerotransportada de la Guardia | Yakuto         | 487               |
| Vladímir Pchelintsev  |        | 11.ª Brigada Independiente de Fusileros     | Ruso           | 456               |
| Mijaíl Budenkov       |        | 59.º Regimiento de Fusileros de la Guardia  | Ruso           | 437               |
| Fiódor Ojlópkov       |        | 179.ª División de Infantería                | Yakuto         | 429               |
| Fiódor Diachenko      |        | 72.ª División de Fusileros                  | Ucraniano      | 425               |
| Vasili Gólosov        |        | 25.ª División de Fusileros de la Guardia    | Ruso           | 422               |
| Afanasi Gordienko     |        | 15.ª División de Fusileros de la Guardia    | Ucraniano      | 417               |
| Stepán Petrenko       |        | 21.ª División de Fusileros de la Guardia    | Ucraniano      | 412               |
| Vasili Záitsev        |        | 284.ª División de Fusileros                 | Ruso           | 400               |
| Tuleugali Abdibekov   |        | 8.ª División de Fusileros de la Guardia     | Kazajo         | 397               |
| Semión Nomokónov      |        | 221.ª División de Fusileros                 | Evenki         | 367               |
| Abujadzhi Idrisov     |        | 125.ª División de Fusileros                 | Checheno       | 349               |
| Leonid Butkevich      |        | 318ª División de Fusileros                  | Bielorruso     | 325               |
| Mijaíl Ivasik         |        | 171.ª División de Fusileros                 | Ruso           | 320               |
| Liudmila Pavlichenko  |        | 25.ª División de Fusileros                  | Rusa           | 309               |
| María Polivanova      |        | 3.ª División de Fusileros                   | Rusa           | 300               |
| Tsyrendashi Dorzhiev  |        | 202.° División de Fusileros                 | Buriato        | 297               |
| Ibrahim Suleimanov    |        | 1.ª División de Fusileros                   | Kazajo         | 289               |
| Zhambyl Tulaev        |        | 188.ª División de Fusileros                 | Buriato        | 262               |
| Mijaíl Beloúsov       |        | 347.ª División de Fusileros                 | Ruso           | 245               |
| Asan Jaliev           |        | 83.ª Brigada de Fusileros                   | Tártaro crimeo | 242               |
| Maksim Passar         |        | 23.ª División de Fusileros                  | Hezhen         | 237               |
| Noah Adamia           |        | 7ª Brigada de Infantería de Marina          | Georgiano      | 200               |
| Vasili Kurka          |        | 395.ª División de Infantería                | Ucraniano      | 179               |
| Mahmud Amayev         |        | 32.ª División de Fusileros                  | Checheno       | 177               |
| Natalia Kovshova      |        | 130.ª División de Fusileros                 | Rusa           | 167               |
| Iván Merkúlov         |        | 203.ª División de Fusileros                 | Ruso           | 125               |
| Nina Petrova          |        | 86.ª División de Fusileros                  | Rusa           | 122               |
| Tatiana Kostirina     |        | 383.ª División de Fusileros                 | Rusa           | 120               |
| Aliyá Moldagulova     |        | 54.ª Brigada de Fusileros                   | Kazaja         | 90                |
| Nina Lobkóvskaya      |        | 21.ª División de Fusileros de la Guardia    | Kazaja         | 89                |
| Tania Chernova        |        | 294ª División                               | Rusa           | 80                |
| Nina Solovéi          |        | 90.ª División de Fusileros de la Guardia    | Rusa           | 64                |
| Roza Shánina          |        | 184.ª División de Fusileros                 | Rusa           | 54                |
| Iván Yampolski        |        | 134.ª División de Fusileros                 | Ruso           | 51                |
| Ziba Ganiyeva         |        | 3.ª División de Fusileros                   | Azerí          | 20                |

## En la cultura popular
- Película de Hollywood titulada Enemy at the Gates inspirada en Vasili Záitsev, francotirador soviético que peleó durante la Batalla de Stalingrado. La trama se basa en una sección del libro del mismo nombre en que el autor William Craig ficcionaliza un duelo entre el francotirador Zaitsev y el personaje de ficción Major König alemán.

- El papel del francotirador soviético es presentado en el juego Call of Duty: World at War que contiene tomas extraídas de Enemy at the Gates.
- El título más reciente de la franquicia de videojuegos FPS Call of Duty, Call of Duty: Vanguard presenta a Polina Petrova, francotiradora soviética ficticia inspirada en Liudmila Pavlichenko como personaje jugable en el modo de campaña.

- En la novela de Tom Clancy The Bear and the Dragon, un veterano francotirador soviético de la Segunda Guerra Mundial usa su viejo fusil para pelear contra China durante un invasión china a Rusia.

- En la novela de David L. Robbins War of the Rats, el protagonista es Vasili Záitsev, un francotirador de la Segunda Guerra Mundial.

- La novela de James Riordan The Sniper cuenta la historia de Tania Chernova y sus entrevistas sobre el tema en Riordan.[38]

- Semión Nomokónov, que fue apodado como Chamán de la Taiga, se le atribuyen 367 muertes.

- "Four Steps to Death" libro escrito por John Wilson que muestra a la francotiradora soviética Yelena Pávlova como personaje principal en la Batalla de Stalingrado.
- Película de producción rusa titulada Bitva za Sevastopol (en español La batalla por Sebastopol) protagonizada por Yulia Peresild como Liudmila Pavlichenko, la más destacada francotiradora soviética a la que se le atribuyen 309 bajas. Basada en sus años de formación como tiradora e historiadora, su servicio militar durante la Batalla de Sebastopol, Crimea y su posterior visita a los Estados Unidos como diplomática, donde entabla amistad con la primera dama Eleanor Roosevelt.
- El diario de Shanina, diario de batalla escrito por la francotiradora Roza Sánina entre 1944 y 1945.

## Publicaciones
- М. Шкапская. Снайпер // "Красноармеец и краснофлотец", март 1938. стр.24-25
- Снайперское движение // Великая Отечественная война 1941 - 1945. Энциклопедия / редколл., гл. ред. М. М. Козлов. М., "Советская энциклопедия", 1985. стр.660
- О. Д. Беджанян. Снайперские выстрелы // В июне сорок первого... (Страницы героической обороны Лиепаи) / сб., сост. В. А. Чечеткин, А. А. Рудзит. Рига, Авотс, 1986 - 303 стр.